# Zdeněk Jílek
Zdeněk Jílek (7. června 1919, Jihlava – 28. dubna 1999) byl český klavírista a hudební pedagog, věnoval se zvláště interpretaci hudby 20. století.

## Životopis
Studoval na brněnské konzervatoři u Jaroslava Kvapila, potom u Viléma Kurze na mistrovské škole Pražské konzervatoře. Po Kurzově smrti pokračoval ve studiu u jeho dcery Ilony Štěpánové-Kurzové.
V českém koncertním životě se uplatňoval od roku 1941. Pozoruhodné zahraniční úspěchy získal na výměnných koncertech Pražské konzervatoře v Bruselu a v Paříži v roce 1948. V mezinárodní soutěži pořádané při festivalu mládeže v Praze v roce 1947 dobyl významného úspěchu svým umístěním na prvém místě spolu s ruským pianistou Kaplanem.
Velká poezie a živá fantazie jeho podání i krása, elegance a noblesa jemně odstíněného úhozu předurčovaly Jílka především k reprodukci romantické klavírní tvorby.
Z jeho výkonů nejvíce upoutaly Brahmsovy Paganinské variace, Lisztovy a Chopinovy sonáty, Smetanovy koncertní etudy, Chačaturjanův Klavírní koncert a Toccata a díla Janáčkova.

## Pedagog
Byl dlouholetým profesorem Hudební fakulty Akademie múzických umění v Praze.